# Jacintho José Nunes Leite

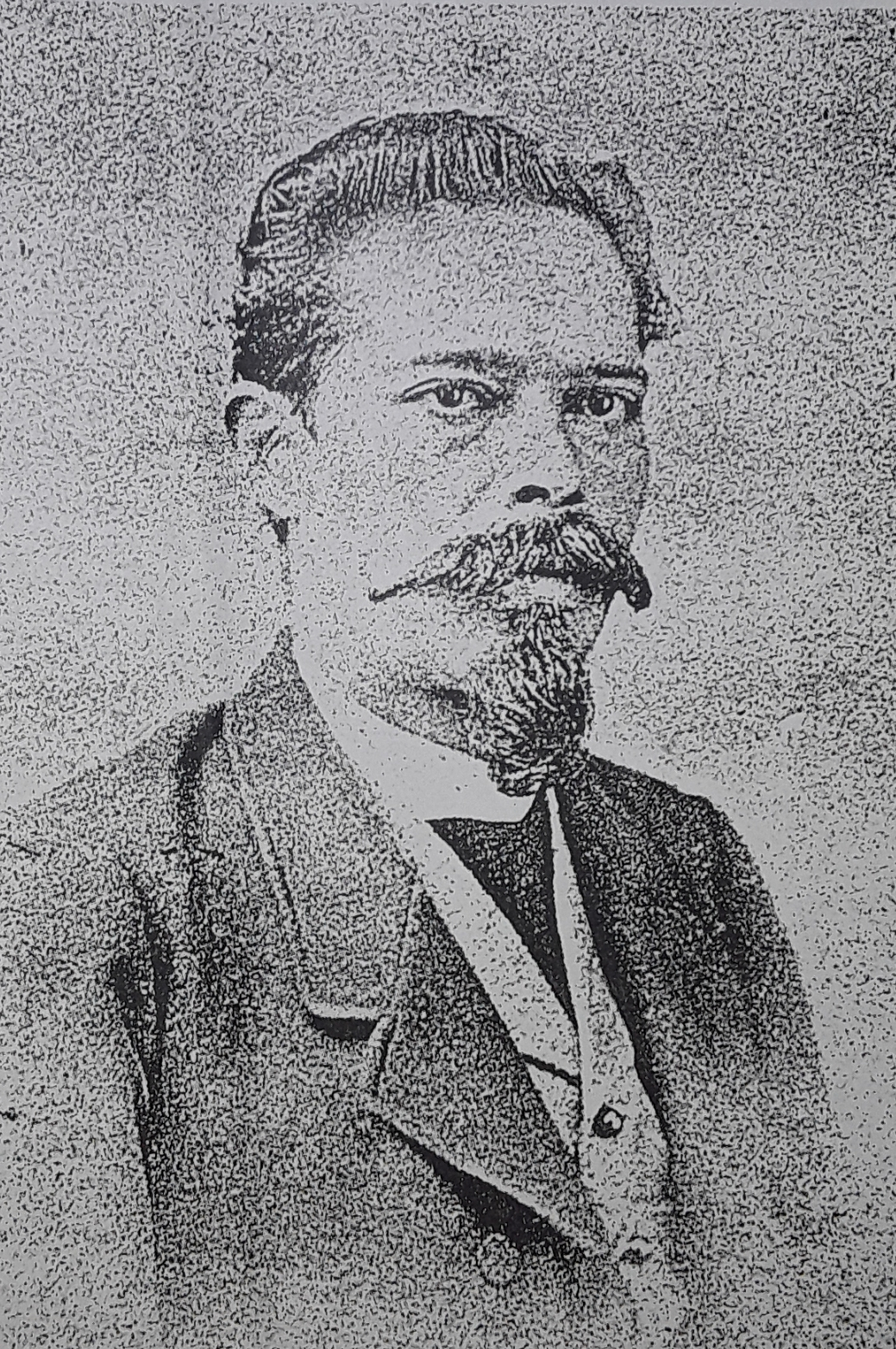
Jacintho José Nunes Leite

Jacintho José Nunes Leite (* 18. Januar 1840 in Oliveira de Azeméis, Aveiro; † 20. Mai 1914 in Brasilien) war ein Geschäftsmann, Kommandeur, Freimaurer, Industrieller, Oberst und Landbesitzer.

## Leben und Wirken

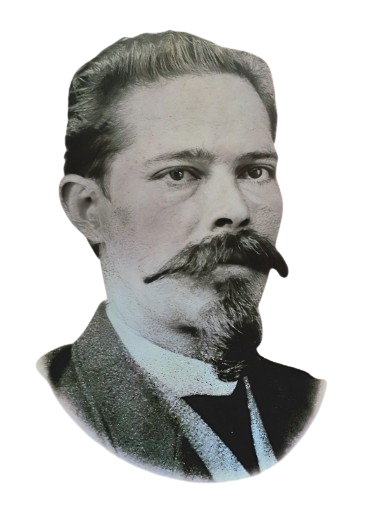
Kommandeur Jacintho Nunes Leite

Er war der Sohn von Jacintho José Nunes Leite senior, einem portugiesischen Händler, und Maria Joaquina Nunes Leite. Seine Eltern besaßen Bauernhöfe in Portugal und produzierten Olivenöl, das bis nach Brasilien exportiert wurde. In seiner Jugend studierte er in Porto. 1861 heiratete er Maria Thereza de Jesus, Tochter von Basil Joaquim da Conceição, ging mit seiner Frau nach Brasilien und ließ sich in Maceió als Trocken- und Nasshändler nieder. Seine Brüder Domingos, João und Francisco folgten ihm nach Maceió.
Am 7. September 1866 beteiligte er sich an der Gründung des Maceió Commercial Association. Im Jahr 1867 gründete die Firma Jacintho Leite & Cia das erste Eisenwarengeschäft in Maceió..

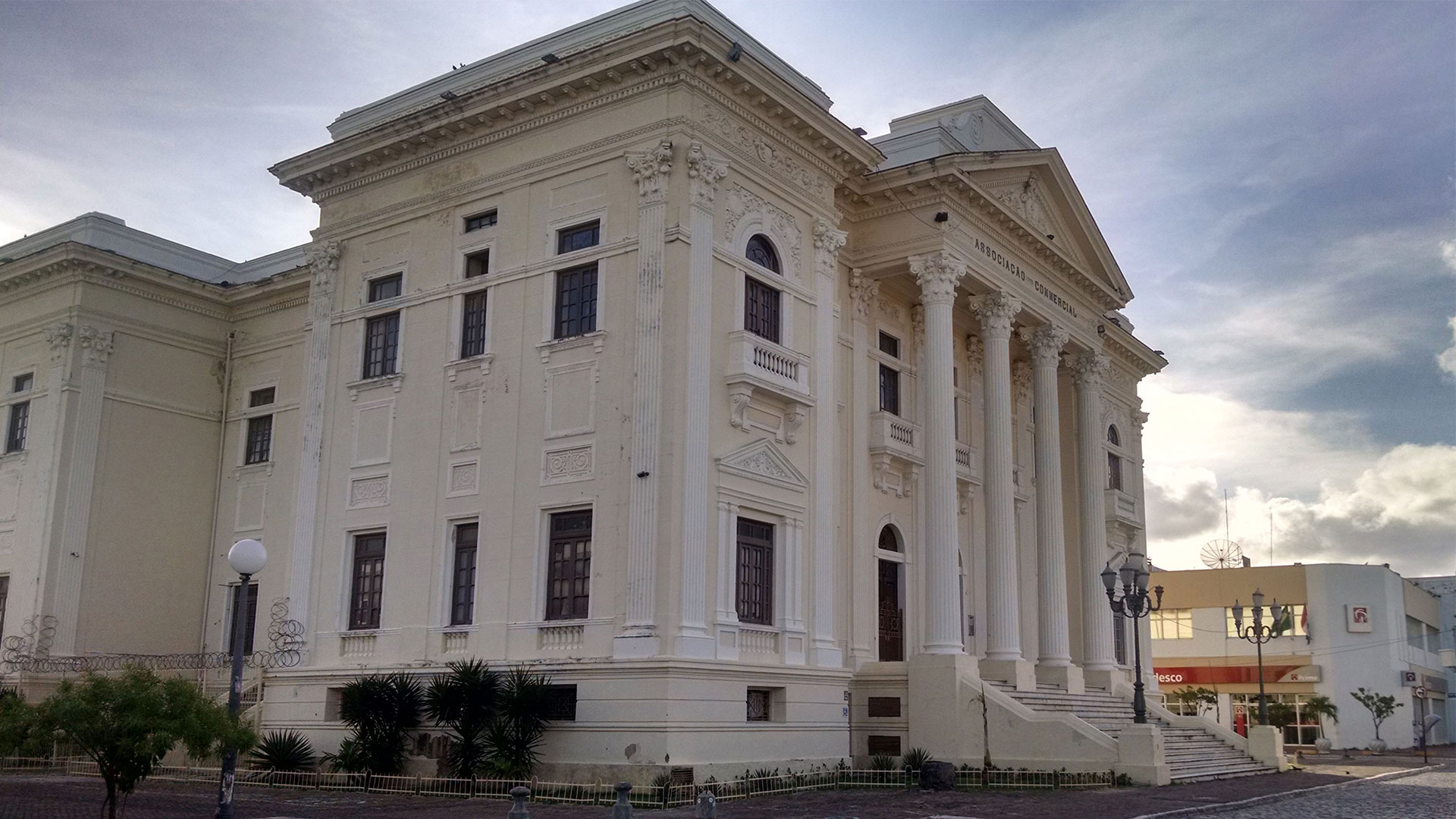
Maceió Commercial Association in Maceió, 2016

1857 beteiligte er sich an der Gründung der Sociedade Anônima Companhia União Mercantil, 1863 wurde von dieser eine Baumwollweberei in Fernão Velho in Betrieb genommen, heute bekannt als Fabrica de Tecidos Carmen, deren Partner José Antônio aus Mendonça waren: die Barão de Jaraguá und Tibúrcio Alves de Carvalho, und zu den Aktionären gehörte Jacintho José Nunes Leite, der seine Beteiligung erhöhte, bis er 1870 einer der Direktoren der Fabrik wurde. Leite war der zweite Eigentümer der Fabrik und ließ eine Straße zwischen Bebedouro und Fernão Velho bauen.
Im Juli 1882 hielt das Liceu Provincial von Alagoas mit der finanziellen Unterstützung von Jacintho José Nunes Leite, Dr. Joaquim Pontes de Miranda und Candido Venancio in Höhe von 700.000 Réis die Vorbereitungsprüfungen ab. Candido Venancio war der einzige, der Kinder im Provinzlyzeum hatte. Noch im Jahr 1882 wurde von dem Maschinenbauingenieur Eduardo Lima und Jacintho José Nunes Leite die Firma Lima, Leite & Cia gegründet. Am 2. Dezember 1883 wurde das Unternehmen, die Alagoana Foundry, eingeweiht, die erste Gießerei im Bundesstaat Alagoas. Nach dem Tod des Ingenieurs Lima im Jahr 1884 kaufte Jacintho José Nunes Leite seine Rechte an der Gießerei von seiner Frau.

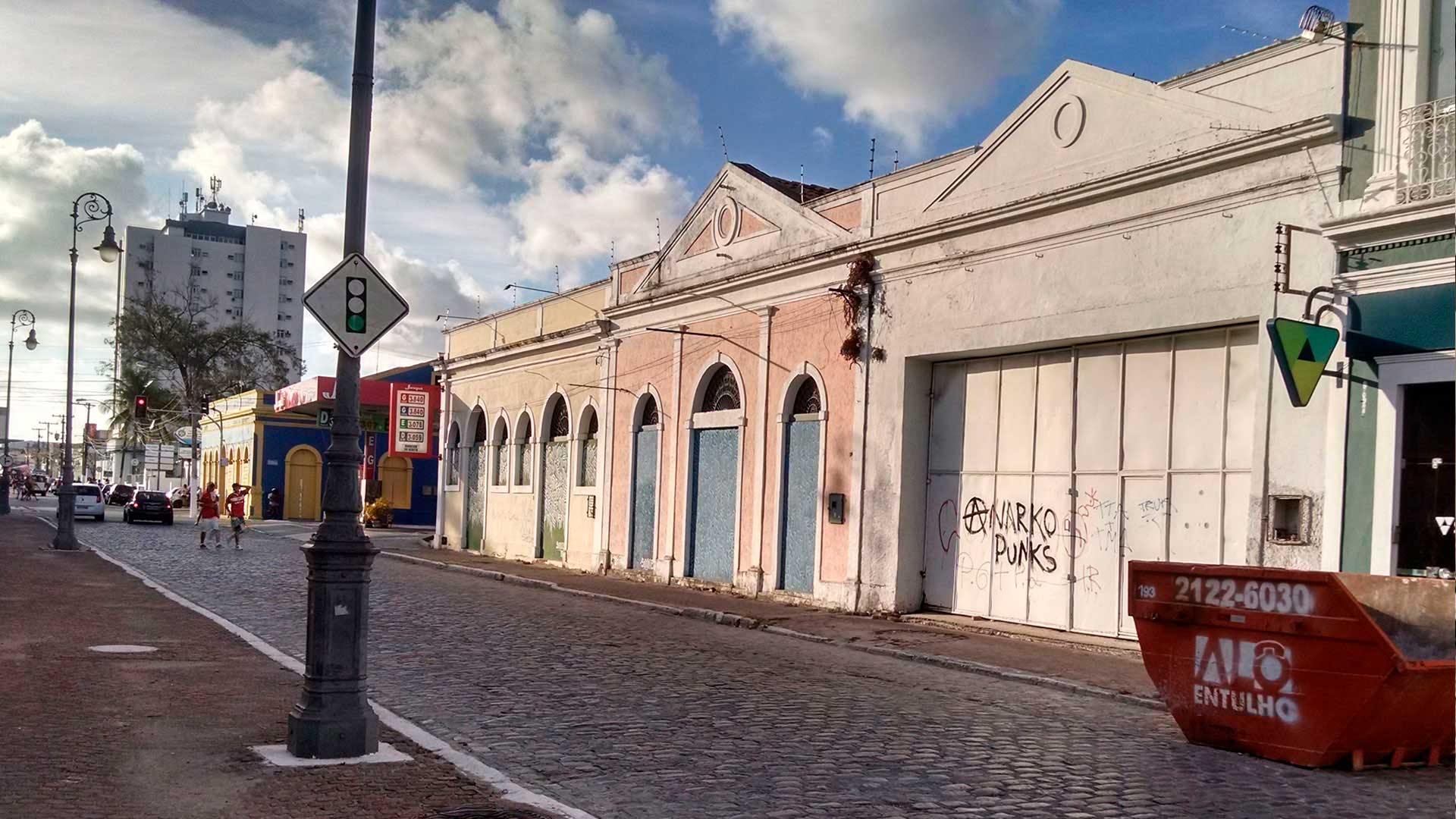
Alte Gießerei Alagoana, Rua Sá und Albuquerque, RELU, 2016

1883 gründete er zusammen mit Manoel José de Pinho das Unternehmen Água Potável Maceioense und führte am 23. Oktober 1885 Wasserleitungen in den Stadtteilen Bebedouro und Mutange ein, einige Zeit später auch in Maceió.
Jacintho José Nunes Leite war der Gründer, Anteilseigner und Direktor des ersten Straßenbahntransportunternehmens in Maceió, Companhia Alagoana de Trilhos Urbanos – CATU. Zu Beginn wurden die Straßenbahnen durch Tiertraktion angetrieben. Er war für die Trinkwasserversorgung in Maceió und den Bau eines Krankenhauses verantwortlich. Er baute einen Hafen in Maceió, den er später zu einem niedrigen Preis an den Staat verkaufte, er baute auch einen neuen Friedhof für die Stadt, die Friedhofstore wurden in seiner Gießerei hergestellt und er führte den Bau der Pfarrei von Santo Antônio de Padua zwischen 1870 und 1873 durch und ersetzte die vorherige Kapelle, die 1816 vom Portugiesen Antônio Maria de Aguiar erbaut wurde. Die Pfarrglocke wurde in seiner Gießerei hergestellt und die Fliesen wurden von ihm direkt aus Portugal importiert. Er war auch ein Abolitionist, der Sklaven kaufte und sie dann freiließ.

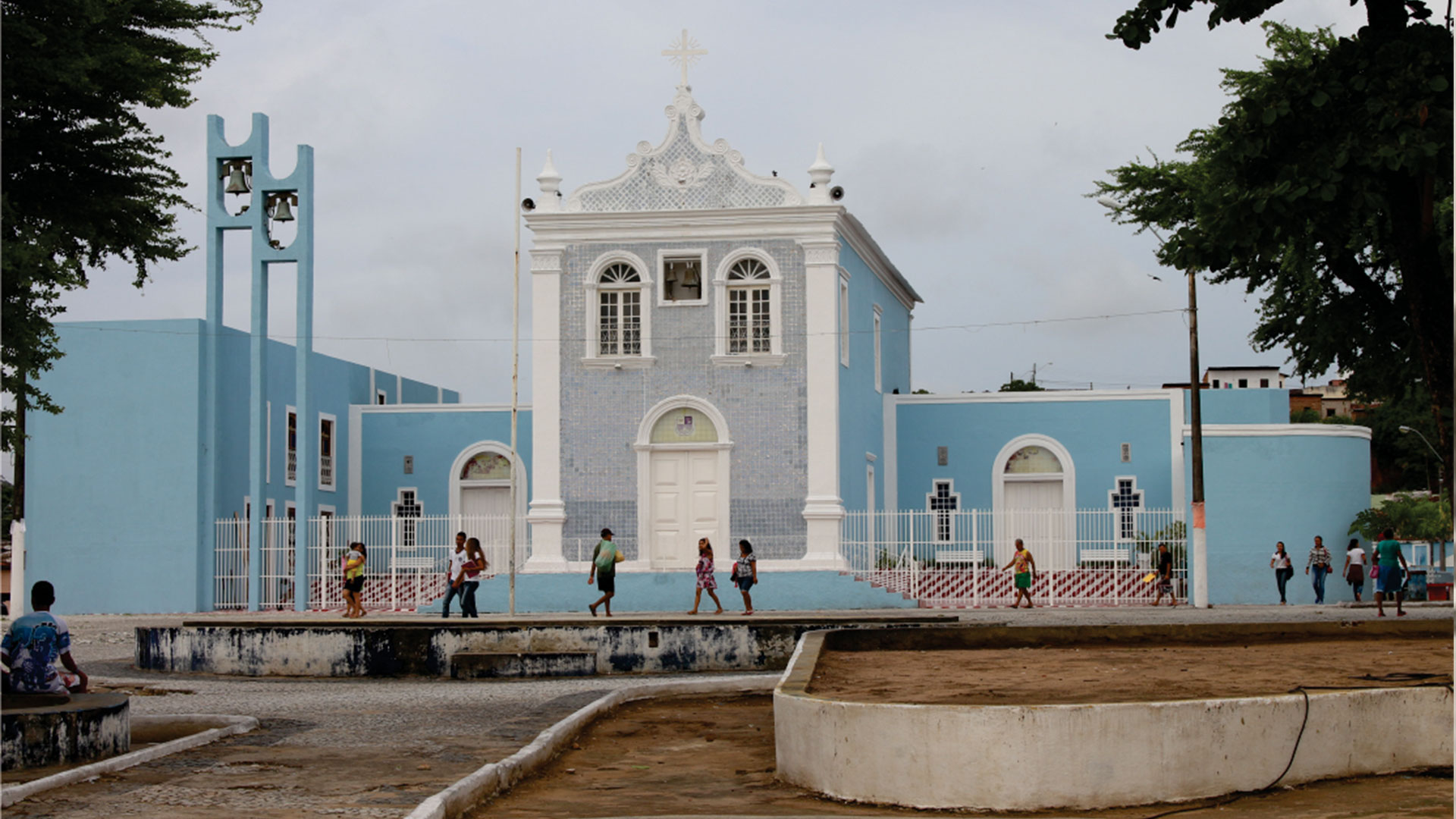
Ehemaliger Praça da Matriz de Bebedouro, aktueller Praça Coronel Lucena Maranhão und Pfarrgemeinde Santo Antônio de Pádua, RELU, 2016

Im Jahr 1889 wurde Jacintho José Nunes Leite in den Zeitungen mit dem Titel Kommandeur bezeichnet. Er erhielt den Titel irgendwann in dieser Zeit von Dom Pedro II. verliehen.
Im Jahr 1891 wurde der Kommandeur zum Ehrwürdigen der Freimaurerloge Perfeita Amizade Alagoana gewählt.
Im Jahr 1894 war Jacintho Nunes Leite einer der Anteilseigner der Companhia Progresso Alagoano und Direktor der Companhia de Navegação das Lagoas Norte und Manguaba.

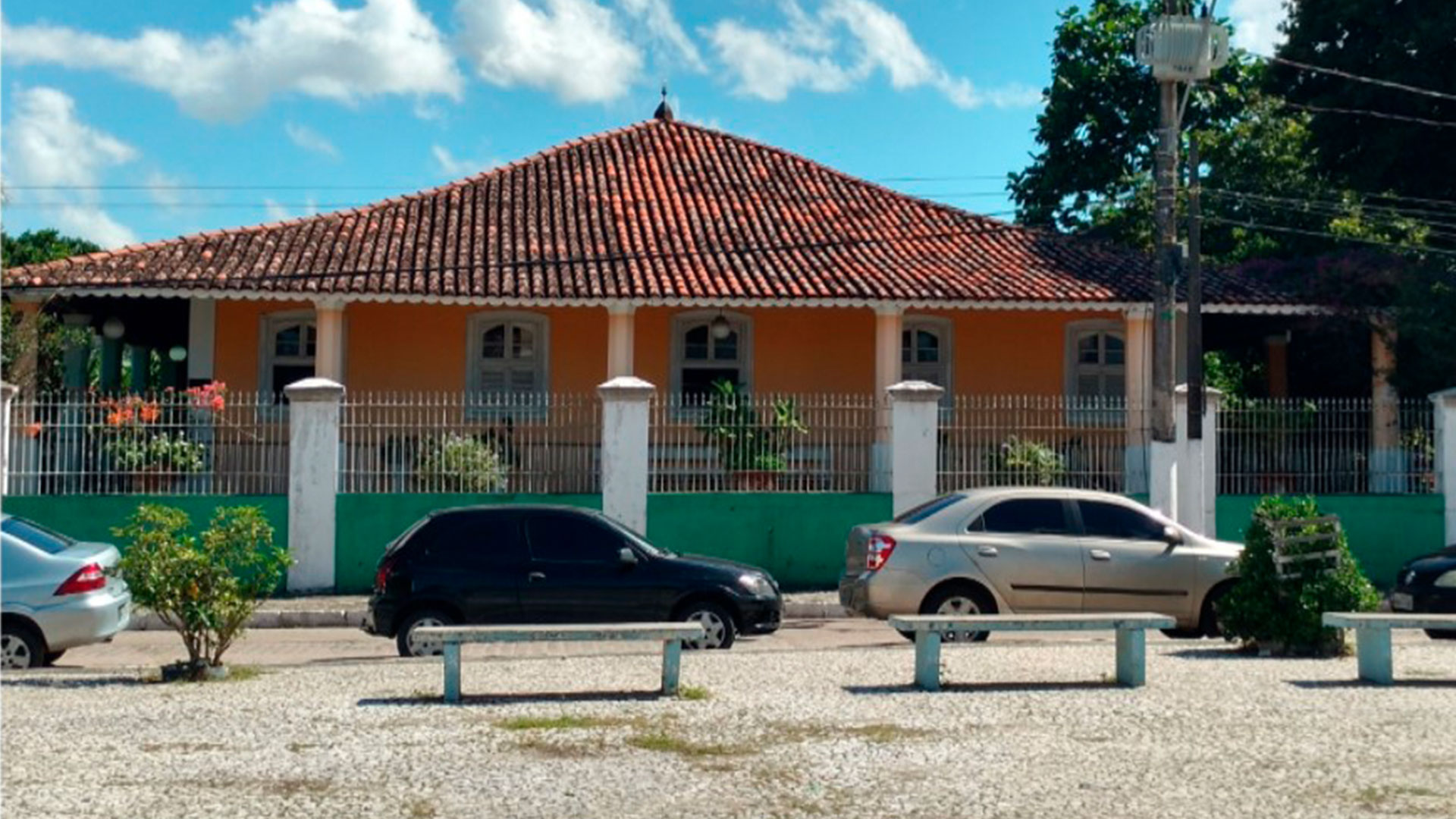
Solar Nunes Leite auf dem Coronel Lucena Maranhão-Platz, Maceió, im Jahr 2016

Er lebte in Solar Nunes Leite, dem Anwesen an der ehemaligen Stelle der Brunnenkapelle, das als eines der ältesten Gebäude in Maceió gilt und heute an der Praça Coronel Lucena Maranhão liegt, als sich die ehemalige Kapelle befand Er wurde von Jacintho Nunes Leite gekauft und besaß ein kleines Haus, das durch das heutige Solar Nunes Leite ersetzt wurde, das etwa 1890 erbaut wurde, sowie eine kleine Kapelle, die 1816 vom Portugiesen Antônio Maria de Aguiar erbaut und abgerissen wurde An seiner Stelle befand sich zwischen 1870 und 1873 die Pfarrei Santo Antônio de Pádua. Er baute auch einen Musikpavillon, der zwischen 1997 und 1998 abgerissen wurde. Das Solar war der Ort für von Jacintho Nunes Leite organisierte Veranstaltungen unter Beteiligung von Floriano Peixoto, der unterzeichnete Unterlagen zum Grundstück. Derzeit befindet sich das Anwesen im Viertel Bebedouro und steht unter Denkmalschutz.
Im Jahr 1908 war der Kommandeur Leiter der Fabrik der União Mercantil.
Im September 1909 stellte der Kommandeur sein Eisenwarengeschäft und die Fundição Alagoana zum Verkauf und gab in den Zeitungen bekannt, dass er beabsichtigte, Alagoas zu verlassen, nachdem es ihm nicht gelang, die Gießerei zu verkaufen. Im April 1910 wurde daraus die Firma Jacintho Leite, Filho & Costa gegründet bestand aus seinem Sohn, dem Ingenieur Jacintho Nunes Leite Filho und Caetano de Albuquerque Silva Costa. Im Laufe der Jahre wechselte die Gießerei dreimal den Besitzer, bis sie 1980 geschlossen und an eine andere Adresse verlegt wurde.
Im Jahr 1910 trat Jacintho Nunes Leite von seiner Position bei der Companhia Alagoana de Trilhos Urbanos (CATU) zurück.
Der Kommandeur hatte mehrere über ganz Maceió verteilte Pachtverträge. Und er finanzierte das Projekt seines Bruders, Oberst Domingos Nunes Leite, den Pavillon Domingos Nunes Leite zu bauen, damit er der Santa Casa da Misericórdia in Maceió gespendet werden konnte.
Jacintho Nunes Leite starb am 20. Mai 1914. Er ist in seinem Grab auf dem Friedhof begraben, den er in Maceió errichtet hat.
Im Jahr 1991 wurde der 150. Jahrestag von Leite und das 100. Jubiläum der Solar im Solar Nunes Leite mit einer Veranstaltung gefeiert, die von seinem Enkel Dr. Antonio Ricardo de Nunes Leite, Sohn von Dr. Antonio Nunes Leite und Astrogilda Alves Ether, im Solar organisiert wurde. Im selben Jahr wurde auf dem Coronel Lucena Maranhão-Platz eine Gedenktafel zu Ehren des Kommandeur angebracht.
Im Jahr 2009 wurde der Bericht Bairros de Maceió veröffentlicht, der die Geschichte von Comendador und dem Viertel Bebedouro erzählte. Unter Mitwirkung seines Enkels Antonio Ricardo zeigt der Bericht einige Fotos und das Innere von Solar Nunes Leite.

## Nachwuchs
Kommandeur Jacintho José Nunes Leite hatte mit seiner Frau Maria Thereza de Jesus 11 Kinder: João Nunes Leite Sobrinho, Ingenieur Jacintho José Nunes Leite Filho, Maria Nunes Leite, Emilia Nunes Leite, Rosa Nunes Leite, Anna Nunes Leite, Francisco Nunes Leite, José Nunes Leite, Dr. Antonio Nunes Leite, Luiz Nunes Leite und Manoel Nunes Leite.

## Ehrungen
Straße Comendador Jacintho Leite in Fernão Velho, Maceió.
Jacintho-José-Nunes-Leite-Auszeichnung.
Im Jahr 1889 war er Kommandeur, wahrscheinlich Kommandeur des kaiserlichen Rosenordens, aufgrund seiner Verdienste um den Staat.
Im Jahr 2014 wurde in Alagoas sein 100. Todestag gefeiert.